# Bernard du Rosier
Bernard du Rosier, parfois aussi dit Bernard de Rosier, Bernard Yvest de Roserges, ou de Rosergio, ou  du Rosier, né à Toulouse (ou près de Castelnaudary), et  mort le  18 mars 1474, est un prélat français du XVe siècle. 

## Biographie
Fils d'Arnaud de Rosergio, capitoul à Toulouse, Bernard du Rosier entre au nombre des chanoines réguliers du chapitre métropolitain de  Saint-Étienne de Toulouse et est nommé successivement archidiacre, chancelier, infirmier et prévôt. Professeur de droit à l'université de Toulouse, il est créé « comte ès loi », et référendaire apostolique.
Il écrit entre 1435 et 1436 le ambaxiatorum brevilogum, un traité original sur le métier d'ambassadeur.
Il devient, de 1447 à 1450, évêque de Bazas, puis en 1451, de Montauban. En 1452 il est élu archevêque de Toulouse.
À Toulouse, il bâtit un des corps de logis du palais archiépiscopal, il fait construire à ses frais les orgues de sa cathédrale et donne à cette même église un beau reliquaire d'argent doré. De Roserges  édifie la chapelle appelée Notre-Dame des Brassières (aujourd'hui celle du Sacré-Cœur). Rosergio, amateur des belles-lettres, les cultive lui-même. Il compose notamment des sermons sur toutes sortes de matières, prononcés à Toulouse, à Rome, à Bazas et à Montauban, des oraisons funèbres et des panégyriques.